# Goni
Goni ist ein Dorf mit 439 Einwohnern (Stand 31. Dezember 2023) in der Trexenta (von der antiken Bezeichnung „Dreißig Dörfer“) in der Metropolitanstadt Cagliari.
Die Nachbargemeinden sind Ballao, Escalaplano, Orroli, Silius und Siurgus Donigala.
Der Ort ist vor allem durch die Denkmäler des archäologischen Parks auf der Hochfläche Pranu Muteddu bekannt.